# IU Draconis
IU Draconis (IU Dra / GJ 577) es un sistema estelar localizado en la constelación de Draco. Situado a una distancia de 144 años luz del sistema solar, tiene magnitud aparente +8,41.
Visualmente se localiza unos 2 grados al sur de la variable RR Ursae Minoris.

## Componente principal
La componente principal del sistema, GJ 577 A, es una enana amarilla de tipo espectral G5V, semejante a 61 Virginis.
Con una temperatura efectiva de 5662 K, su luminosidad equivale al 73% de la luminosidad solar.
Su radio es un 9% más pequeño que el del Sol. Gira sobre sí misma con una velocidad de rotación proyectada de 10,6 km/s, siendo su período de rotación de aproximadamente 4 días.
Presenta una metalicidad comparable a la solar ([Fe/H] = +0,03).
Tiene una masa inferior en un 5% a la masa solar y muestra un alto nivel de actividad magnética.
No existe un claro consenso en cuanto a la edad de IU Draconis.
Su cinemática permite considerarla miembro del «supercúmulo de las Híades» con una edad de 600 millones de años; sin embargo, su absorción de litio sugiere una edad inferior en el rango de 20 - 150 millones de años, lo que concuerda con la edad de 34 millones de años indicada en un reciente estudio.

## Componente secundaria
La componente secundaria del sistema, GJ 577 B, ha sido resuelta mediante imágenes en el infrarrojo.
La diferencia de magnitud entre las dos estrellas permite estimar que es una enana roja de tipo M4 - M5.
Su separación respecto a la primaria es de al menos 239 UA y el período orbital es de más de 3600 años.
Se piensa que GJ 577 B puede ser, a su vez, una estrella binaria.
En dicho supuesto, estas dos componentes —denominadas con las letras B y C— estarían en el límite entre una enana roja de baja masa y una enana marrón.
El período orbital de esta binaria sería de 16,5 años.
IU Draconis está catalogada como variable BY Draconis, siendo su fluctuación de brillo de sólo 0,04 magnitudes.